# Wolfgang Hattmannsdorfer
Wolfgang Hattmannsdorfer (Linz, 1979. november 20. –)osztrák politikus. 2025-től Ausztria gazdasági, energiaügyi és turizmusért felelős minisztere.

## Életpályája
1998-ban egy linzi gimnáziumban érettségizett. 1999-ben elkezdte a közgazdaságtan tanulmányozását a Linzi Johannes Kepler Egyetemen, és 2003 -ban befejezte.
2007-ben a doktori fokozatát a linzi egyetemtől kapott.
2021 és 2024 között kormánytag Felső-Ausztriában volt. 2024. október 24-én a Nemzeti Tanács tagja lett.
Hattmannsdorfer házas és két gyermek apja.

## Fordítás
- Ez a szócikk részben vagy egészben  a   Wolfgang Hattmannsdorfer  című német Wikipédia-szócikk fordításán alapul.  Az eredeti cikk szerkesztőit annak laptörténete sorolja fel. Ez a jelzés csupán a megfogalmazás eredetét és a szerzői jogokat jelzi, nem szolgál a cikkben szereplő információk forrásmegjelöléseként.